# Wolö-Ntem
Wolö-Ntem war ein Verwaltungsbezirk der deutschen Kolonie Kamerun. Sein Territorium liegt heute in Gabun im Bereich der gleichnamigen Provinz Woleu-Ntem.

## Lage, Grenzen, Bevölkerung
Der zu Neukamerun gehörige Militärbezirk wurde im Zuge des Marokko-Kongo-Abkommens von Französisch-Äquatorialafrika abgetreten. Er grenzte im Westen an das spanische und deutsche Muni-Gebiet, im Norden an die Altbezirke Kribi und Ebolowa, im Süden an die neue Grenze gegen das französische Territorium. Die Ostgrenze bildete eine gerade Linie, die etwa von der Quelle des Iwindo nach Süden verlief. Die Bevölkerung bestand vorwiegend aus Fang-Gruppen.

## Inbesitznahme und Verwaltung
Der Bezirk wurde im September und Oktober 1912 von der 10. Kompanie der Schutztruppe aus Jaunde unter der Leitung des Hauptmanns Haedicke übernommen. Die französische Besatzung räumte am 30. September die Posten Bitam, Mimwul und Nzork, am 3. Oktober die Militärstation Ojem, die neuer Hauptsitz der 10. Kompanie wurde. Durch Gouvernementsverfügung vom 1. Februar 1913 wurden der 10. Kompanie die Verwaltungsbefugnisse für den Bezirk übertragen. In Nzork bestand ab 1. Februar 1913 zeitweilig ein Nebenposten, der wieder geräumt wurde, als seine Lage zweifelsfrei auf spanischem Gebiet festgestellt wurde. Flächendeckend wurde die deutsche Herrschaft im Bezirk trotz mehrere militärischer Expeditionen nicht durchgesetzt. Im Verlauf des Ersten Weltkriegs wurde das Gebiet wieder von französischen Truppen besetzt und mit ganz Neukamerun im Versailler Vertrag wieder an Frankreich abgetreten.